# San Pablo Jocopilas
San Pablo Jocopilas est une ville du Guatemala.